# Відродження
Відро́дження, або Ренеса́нс (фр. Renaissance — «Відродження») — культурно-філософський рух кінця Середньовіччя — початку Нового часу, що ґрунтувався на ідеалах гуманізму та орієнтувався на спадщину античності.
Сучасні дослідники виділяють п'ять періодів доби Відродження:
1. Протовідродження (Передвідродження) (2-а половина XIII століття — XIV століття);
2. Раннє Відродження (1410/1425 рр. XV ст. — кінець XV століття);
3. Високе Відродження (кінець XV — перші 20 років XVI століття);
4. Пізнє Відродження (середина XVI — 90-ті роки XVI століття), співіснування з маньєризмом. В архітектурі — виникнення палладіанства;
5. Північне Відродження — XVI століття, співіснування з північним і італійським маньєризмом.

## Специфіка Відродження
- Відродження зацікавленості Античністю;
- Обґрунтування права науки і розуму на незалежність від церкви;
- Антропоцентризм замість теоцентризму;
- Світський залізний характер культури та літератури;
- Спроби компромісного поєднання надбання античності давньоримського та християнського варіантів з християнською ідеологією католицизму

## Передумови виникнення
Найповніша і найпослідовніша еволюція Відродження проходила в Італії. Відродження — це могутній культурний рух у межах XIV — початку XVII ст., в ході якого відбулося подолання духовної диктатури і деспотії церкви. Виникла нова культура, звернена до земних справ, прагнення людей до щасливого життя, а також нова система національних літератур, нова філософія і наука. Небувалого розквіту досягло у ту пору образотворче мистецтво. Характерними ознаками культури Ренесансу були такі:
- Світський, нецерковний характер культури Відродження, що було наслідком секуляризації — звільнення суспільного життя загалом від католицького догматизму.
- Відродження інтересу до античної культурної спадщини давньоримського зразка, яку дещо призабули в ранньому середньовіччі чи її риси і стилістика частково використовувались в культурі пізнього середньовіччя.
- Створення людської естетично-художньої спрямованості культури на противагу релігійній домінанті у культурі середніх віків.
- Повернення у філософських дослідженнях до античної філософії і як наслідок — антисхоластична спрямованість філософських вчень Відродження.
- Широке використання теорії «подвійної істини» для обґрунтування права науки і розуму на незалежне від релігії і церкви існування.
- Переміщення людини як основної цінності в центр світу і в центр філософії, літератури, мистецтва та науки.
- При посиленні реакції церкви — пошуки компромісу між гуманізмом та католицизмом, спроби примирити їх.

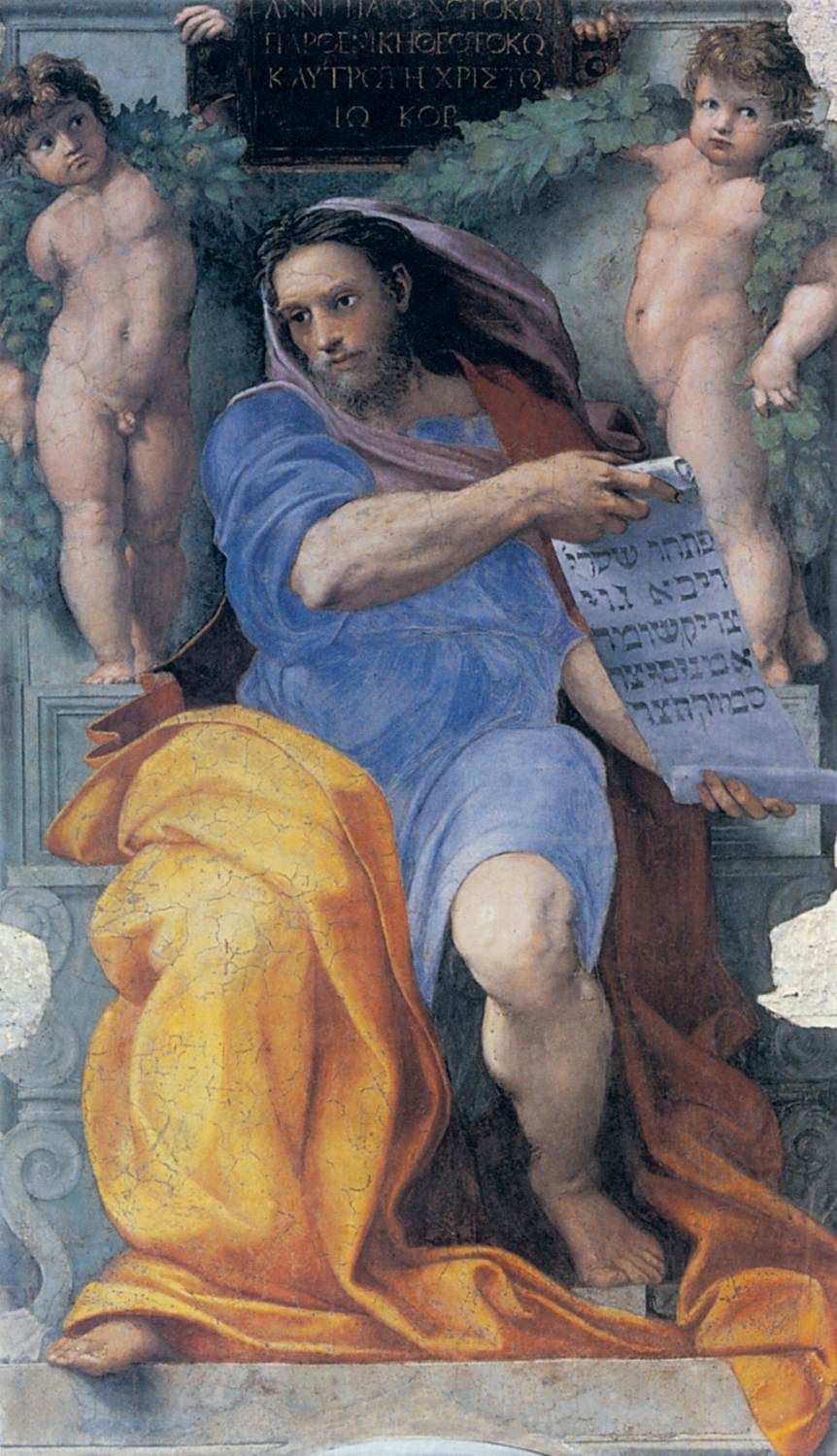
Рафаель. «Пророк Ісайя», фреска. Сант Агостіно, Рим.

Відродження виникло, по-перше, на ґрунті досягнень середньовічної цивілізації, зокрема періоду пізнього середньовіччя, коли феодальне суспільство досягло найвищого розвитку і зазнало великих змін. У XIV—XV ст. відбувалося швидке піднесення економіки й культури міст Італії та Фландрії, з'явились нові технічні винаходи (друкарський верстат, компас, артилерія тощо), розвинулося кораблебудування і мореплавство, зроблено великі географічні відкриття. На цей період припадає початок інтенсивного книгодрукування. У царині культури посилюється боротьба за звільнення філософської думки від догматів церкви, з'являються нові знання і течії, які не вкладалися в середньовічну філософсько-богословську систему.

Місто Флоренція. Італійська архітектура Відродження

Усі ці явища готували підґрунтя для прогресивного перевороту, яким і стало Відродження. Проте переворот не був універсальним, він не охоплював соціально-економічні чинники і в основах феодального ладу суттєво нічого не змінював.
Другим чинником, який відіграв величезну роль у становленні й розвитку культури Відродження, була давньоримська античність (здебільшого давньоримська архітектура, нумізматика та медальєрне мистецтво, література, перекладена з грецької та арабської мов на латину). Звідси пішла і назва доби, її культурні діячі зуміли відродити античну спадщину і надати їй великого практичного значення.
Слід згадати, що середньовіччя також зверталося до античності, особливо з XII ст., але успадкувало від неї лише окремі елементи. В нову добу, добу Ренесансу, засвоєння античності мало зовсім інший характер, її відродження стало метою і суттю нової культури. Античність сприймалася як найвищий авторитет, ідеал людської досконалості, у світлі якого оцінювалася сучасність. Найсильніше античність вплинула на освіту, філософію, образотворче мистецтво і літературу.
На перший план у ренесансному неоплатонізмі виступає його гуманістичний зміст.

## Характеристика

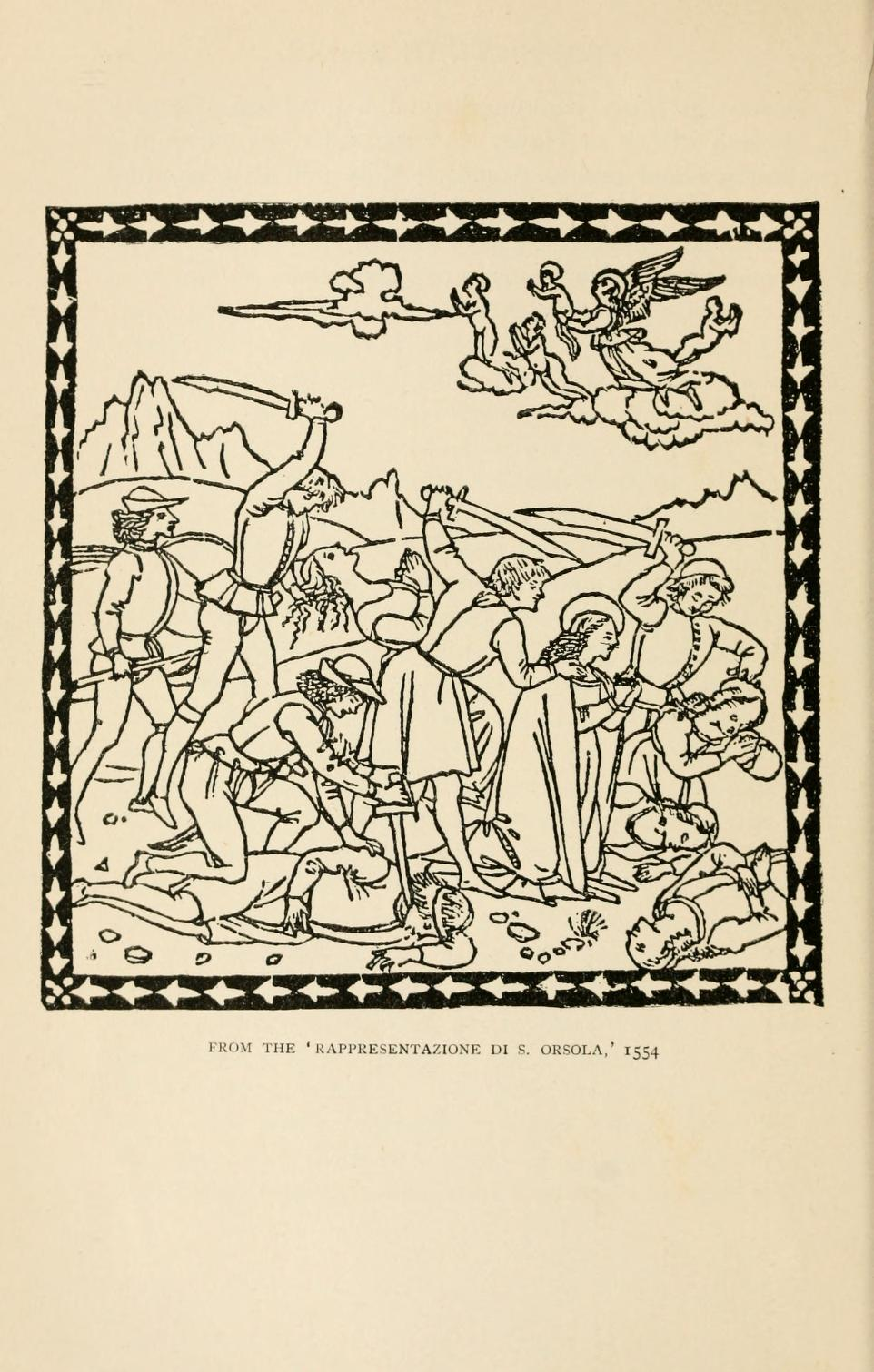
Страта св. Урсули та її прихильників-християн, дереворит, 1554 р.

У своїй основі Ренесанс має гуманістичний світогляд, звернення до культурної спадщини античності, її «відродження» (звідси і походження терміна). Його провісниками стали поет Данте, художник Джотто та інші. Але родоначальниками Відродження вважаються Франческо Петрарка (1304—1374), автор «Книги пісень» і Джованні Бокаччо (1313—1375), автор «Декамерону». В малярстві першою була Флорентійська школа на чолі з Філліппо Брунеллескі (1377—1446), Донателло (1386—1466), Мазаччо (1401 — бл.1428). Це період так званого «Раннього Відродження». Отже, перша в історії людства антифеодальна культура виникла в італійських містах-державах, які першими стали на капіталістичний шлях розвитку економіки й вибороли політичну незалежність в аристократії та князів церкви. Останні ж перейшли на позиції підтримки нової ідеологічної течії. Вони або породжували компромісні форми між ренесансним світоглядом і католицизмом, або обмежували розповсюдження гуманізму. Навіть в Італії (Флоренція, Венеція, Ріміні, Падуя, частково Рим) відомі ренесансні центри існували в тісному оточенні феодальних князівств і феодальних державних утворень на Європейському континенті.
З XVI століття розпочався перехід до первісного накопичення капіталів, довга і драматична перебудова економіки декількох західноєвропейських країн, формування перших національних держав і націй. Дивним чином в авангарді нових процесів стали країни, мало зачеплені ідеями Відродження — Північні Нідерланди, Англія, Швеція, частково — німецькі князівства. Найпарадоксальніша ситуація склалася в Італії, класичній країні Відродження. Дрібні італійські князівства на чолі з Папською державою пішли консервативним шляхом зміцнення феодальних відносин. Це спричинило кризу ідей Відродження після 1527 року, скорочення капіталістичних виробництв, обвал авторитету римських пап, Контрреформації і посилення позицій інквізиції в усіх суспільних галузях, загальмувало процес об'єднання конгломерату дрібних італійських держав у єдину державу на 450 років. (Італія стане єдиною державою лише в середині XIX століття.)
Посилив свої позиції європейський протестантизм — через занепад авторитету папської влади. В Німеччині зміцнило позиції лютеранство. В Англії виникло англіканство, де головою віровчення став світський володар — король Генріх VIII. Відтак Британія офіційно відмовилась надсилати у Рим гроші та не визнавала верховенства папи в державі. За папський рахунок свої позиції посилили навіть італійські князівства. У місто Ріміні повернувся Сіджизмондо Малатеста, володар міста. А венеційські дожі підпорядкували собі папські міста Червію та Равенну. Римським папам знадобилось кілька десятиліть, аби потроху відновити свої позиції тільки в Італії. Однак західноєвропейська спільнота назавжди розкололася на два релігійні табори — католицизм і протестантизм.
Новий поштовх для розвитку ідей гуманізму дає винайдення друкарства у XV ст., яке дозволяє зробити літературні твори надбанням ширших верств. Починається період «Високого відродження». Творчість діячів цього періоду сповнена вірою в безмежні можливості людини, її волі і розуму, запереченням схоластики й аскетизму. Це епоха нових географічних відкриттів, розвитку науки, в архітектурі — створення великої кількості світських будівель, у живописі відображення всього багатства дійсності новими художніми засобами, зображення людського тіла, у тому числі й оголеного. Видатними представниками цього періоду були Леонардо да Вінчі, Мікеланджело, Рафаель, Джорджоне, Тіціан (Італія), Альбрехт Дюрер, Ульріх фон Гуттен, Г. Гольбейн (Німеччина), Франсуа Рабле (Франція), Шекспір, Томас Мор (Англія), Мігель Сервантес, Лопе де Вега (Іспанія), Еразм Роттердамський, Пітер Рубенс, Рембрандт (Нідерланди, Фландрія) та багато інших.

### Гуманізм як ідейна течія

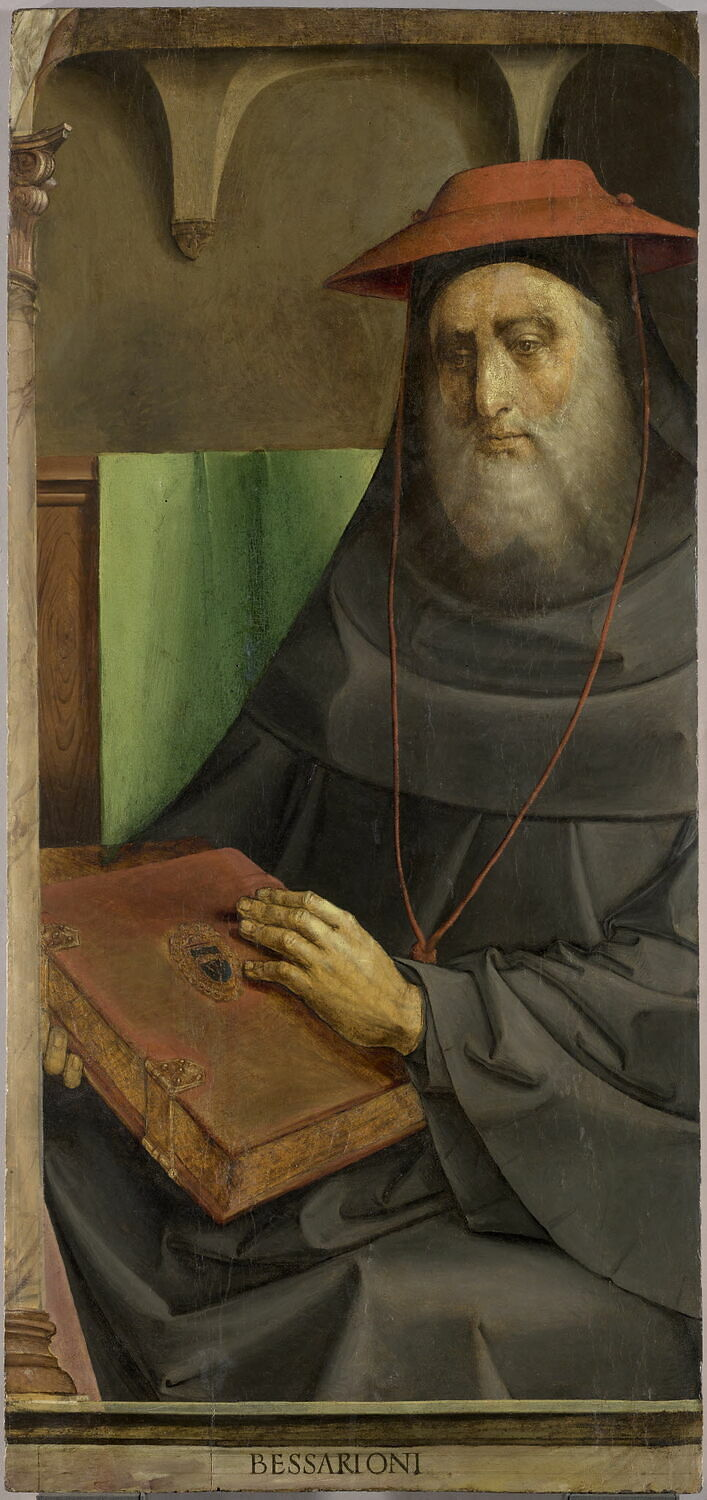
Худ. Йоос ван Вассенхов (або Юстус ван Гент). Кардинал Віссаріон Нікейський, Лувр, Париж.

Поняття «гуманізм» (лат. humanism — людяний, людський) у філософській літературі вживається у двох значеннях. В широкому — це система ідей і поглядів на людину як найвищу цінність, у більш вузькому — це прогресивна течія західноєвропейської культури епохи Відродження, спрямована на утвердження поваги до гідності й розуму людини, її права на земне щастя, вільний вияв природних людських почуттів і здібностей.
Носіями нового світогляду стали люди різного соціального стану, насамперед містяни, які вивчали філософію, а також поети й художники. Об'єктом їхнього вивчення стала людина і все людське. Звідси й назва цих діячів — гуманісти.
Античність позначилася на формуванні провідної ідейної течії доби Відродження — ренесансного гуманізму. Його журливість (печаль) можна визначити як прояв пристрасного інтересу до земного життя.
Між гуманізмом і неоплатонізмом Ренесансу існувала не тільки єдність, а й тотожність. Зачинателем гуманістичного руху вважається італійський громадський діяч і демократ Колюччо Салютаті (1331—1404).
Одну з основних ідей нового гуманістичного світогляду розвинув італійський філософ Піко дела Мірандола (1463—1494), зазначаючи у творі «Промова на гідність людини», що людина сама творить свою долю, вона здатна до безмежного вдосконалення своєї природи.
Велику роль в утвердженні гуманістичних ідей в Європі відіграла Платонівська Академія у Флоренції (1459—1521), яку очолював неоплатонік і світський філософ Марсіліо Фічіно (1433—1499).
Значними досягненнями характеризується художня культура епохи Відродження. Саме в цей період у скарбниці світової літератури з'явилися твори таких митців слова як Данте Аліг'єрі, Франческо Петрарки, Джованні Боккаччо, Франсуа Рабле, Мігеля де Сервантеса, Карпіо Лопе де Веги, Джеффрі Чосера ін.

## Передвідродження

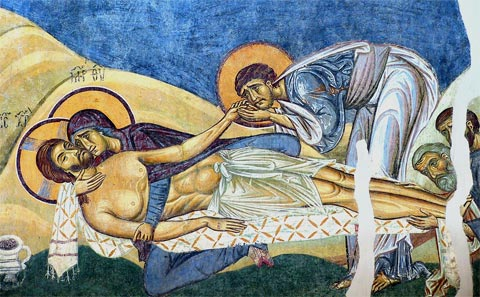
Монастир Святого Пантелеймона, Нерезі (біля Скоп'є). Візантійська фреска «Оплакування Христа», 1164 рік.

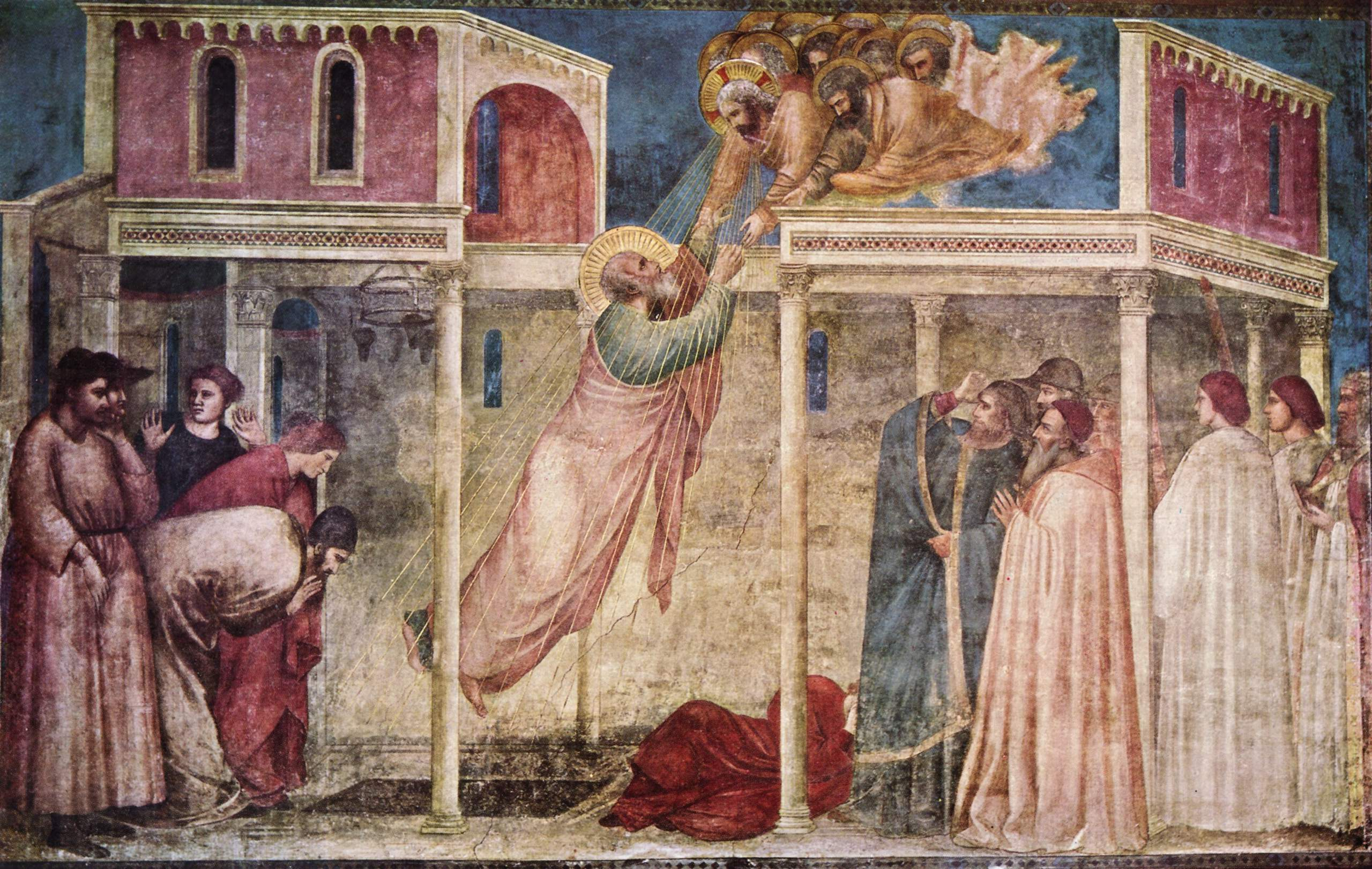
Худ. Джотто. Вознесіння Св. Івана Богослова, каплиця Перуцці.

Передвідродження (або proto renaissance? проторенесанс з французької) — важливий етап розвитку італійської культури і мистецтва, який розпочався в надрах пізнього романського стилю і місцевого варіанту готики. За часом — це XIII—XIV ст. Науковий термін «проторенесанс» запропонував швейцарський науковець Я. Буркхардт, що помітив нові тенденції в розвитку мистецтва Італії ще XI—XIII століть. На цей період на Аппенінах прийшлися пришвидшення історичного процесу, зростання міст і активності їхніх мешканців, розвиток ремесел і ремісничих технік, формування комун, успіх проведених антифеодальних реформ.
Формальних змін і внесення призабутих (античних чи елліністичних) рис зазнали скульптура, декоративне мистецтво, стінописи. Адже давньоримське надбання, античні техніки й форми, ніколи не зникали з обріїв італійської культури. Італійська готика має більш упорядкований і врівноважений характер, ніж у сусідніх народів (споруди Арнольфо ді Камбіо). Більш-менш античні риси притаманні «готичній» за часом італійській скульптурі (Нікколо Пізано, Якопо делла Кверча).
Живопис, починаючи з XII—XIII ст., починає відігравати все більш значущу роль у становленні й розвитку європейської художньої культури. Західноєвропейський живопис повільно відходить від статичних, застиглих схем у бік ще несміливого руху, динаміки. До того ж живопис — найбільше надається до передачі будь-якого сюжету чи відверто умовної ідеї. Візантійська художня традиція ще зберігає привабливість для західноєвропейських художників, але вони вже здатні самі запропонувати нові деталі, нове розуміння простору і часу, нові композиції, бо мало рахуються з жорсткими канонами.
Риси надзвичайності й несхожості порівняно з живописом Візантії отримав також монументальний і станковий італійський живопис — завдяки зусиллям Джотто, Ченні ді Пепо (відомішого як Чімабуе), П'єтро Кавалліні, Дуччо ді Буонінсенья. Спіритуалізм візантійських зразків митці доповнюють психологізмом та емпіричними пошуками перспективи, спробами відтворити глибину простору на площині стіни (пізні стінописи Джотто). Відчутна правдивість, достовірність і своєрідна чуттєвість, драматизм подій були притаманні не тільки персонажам і сценам Джотто або Чімабуе, а й тогочасній літературі (поезія школи «солодкий новий стиль», Данте). Передвідродження як явище мистецтва проявилось лише в історії Італії. Але його настанови не пропали, а знайшли підтримку і творче продовження в діяльності нових поколінь італійських митців від Мазаччо і Паоло Учелло до Мікеланджело Буонарроті.

## Раннє Відродження та Кватроченто
Кватроченто (тобто «чотириста», «чотирьохсоті роки») — мистецький термін для позначення мистецтва Італії у XV столітті. Охоплює часовий термін приблизно у 100 років (1400—1499). Але в творчості деяких майстрів він протримався довше за 1499 рік і співіснував з добою так званого Високого Відродження.
Кватроченто як століття відзначилося в історії не тільки значними змінами в мистецтві, хоча якісні зміни в архітектурі, живописі, скульптурі мали значний вплив на подальший їх розвиток.
- Саме на злам XIV—XV століть припав винахід гравюри на папері, а на 1440 рік — європейський початок книгодрукування.
- Кватроченто — це і значні суспільні потрясіння: завершення Реконкісти в Іспанії, масове вигнання морисків та євреїв з Іспанії (Альгамбрський декрет), європейське відкриття Америки і початок її жорстокої колонізації, зникнення з політичної карти Європи Візантії, масова еміграція греків на континент, зміцнення на територіях Європи позицій Туреччини, війни з якою формуватимуть історію континенту 400 років потому.

Мистецтво XV століття в Італії було логічним продовженням мистецтва попередньої доби і наслідувало настанови та мистецькі проєкти в архітектурі навіть майстрів XIII століття. Саме в добу кватроченто добудували купол собору Санта-Марія-дель-Фйоре, запроєктований Арнольфо ді Камбіо (1245?—1302) у XIII столітті.
Стверджується в реальності і тип універсального майстра, притаманний творчості багатьох відомих митців Італії у найближчі 250—300 років.
- Філіппо Брунеллескі (1377—1446) працює як ювелір, скульптор, інженер та архітектор.
- Арістотель Фіораванті (1415?—1486?) уславився як неперевершений інженер, майстер ливарної справи, архітектор.
- Андреа дель Верроккйо (1435—1488) працює як ювелір, художник, майстер ливарної справи, скульптор.
- Андреа Мантенья (1431—1506) працює як гравер, архітектор і живописець.

Початок XV століття отримав трьох могутніх реформаторів мистецтва Італії, яких будуть наслідувати усі відомі майстри:
В архітектурі — Філіппо Брунеллескі
У живописі — Мазаччо
У скульптурі — Донателло

### Фресковий живопис

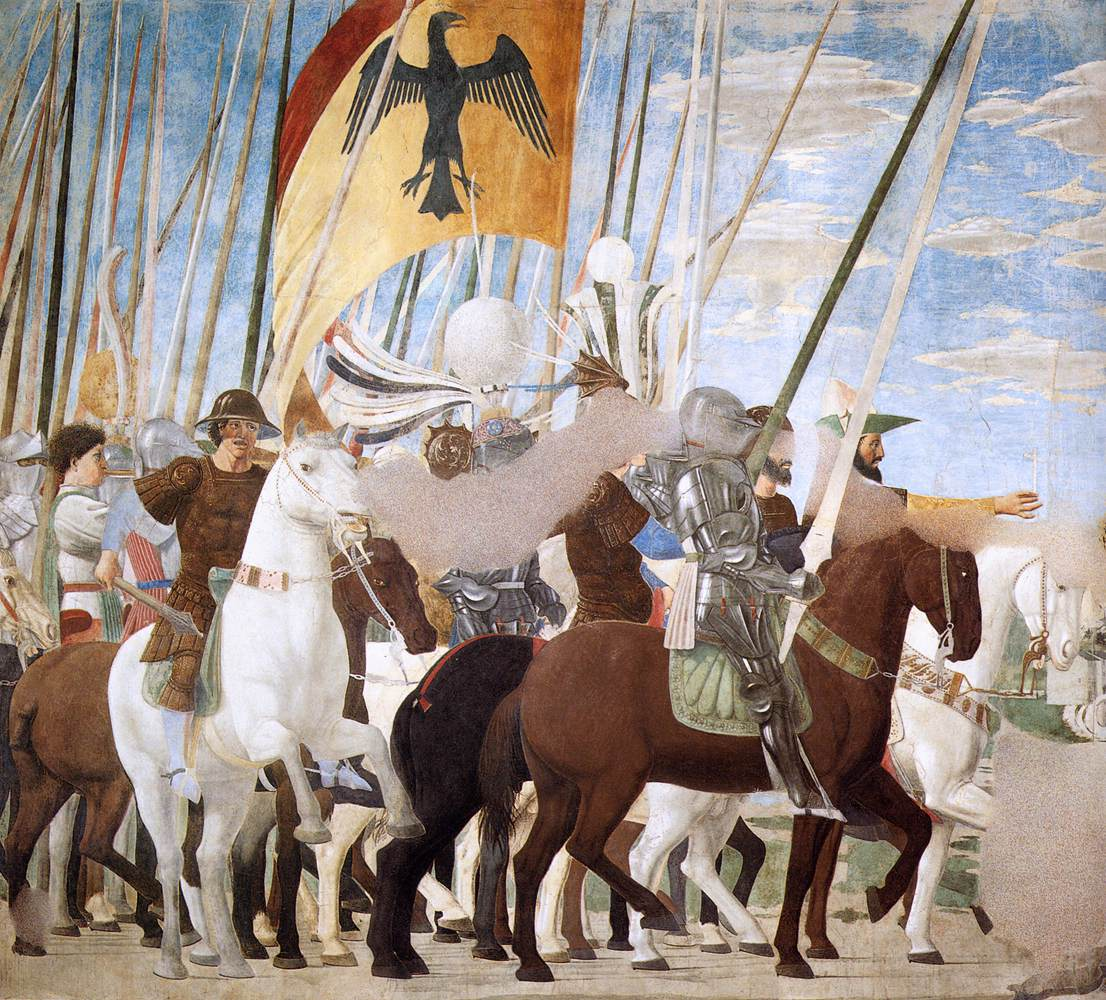
П'єро делла Франческа. Перемога імператора Костянтина над Максенцієм. Базиліка Сан Франческо, Ареццо

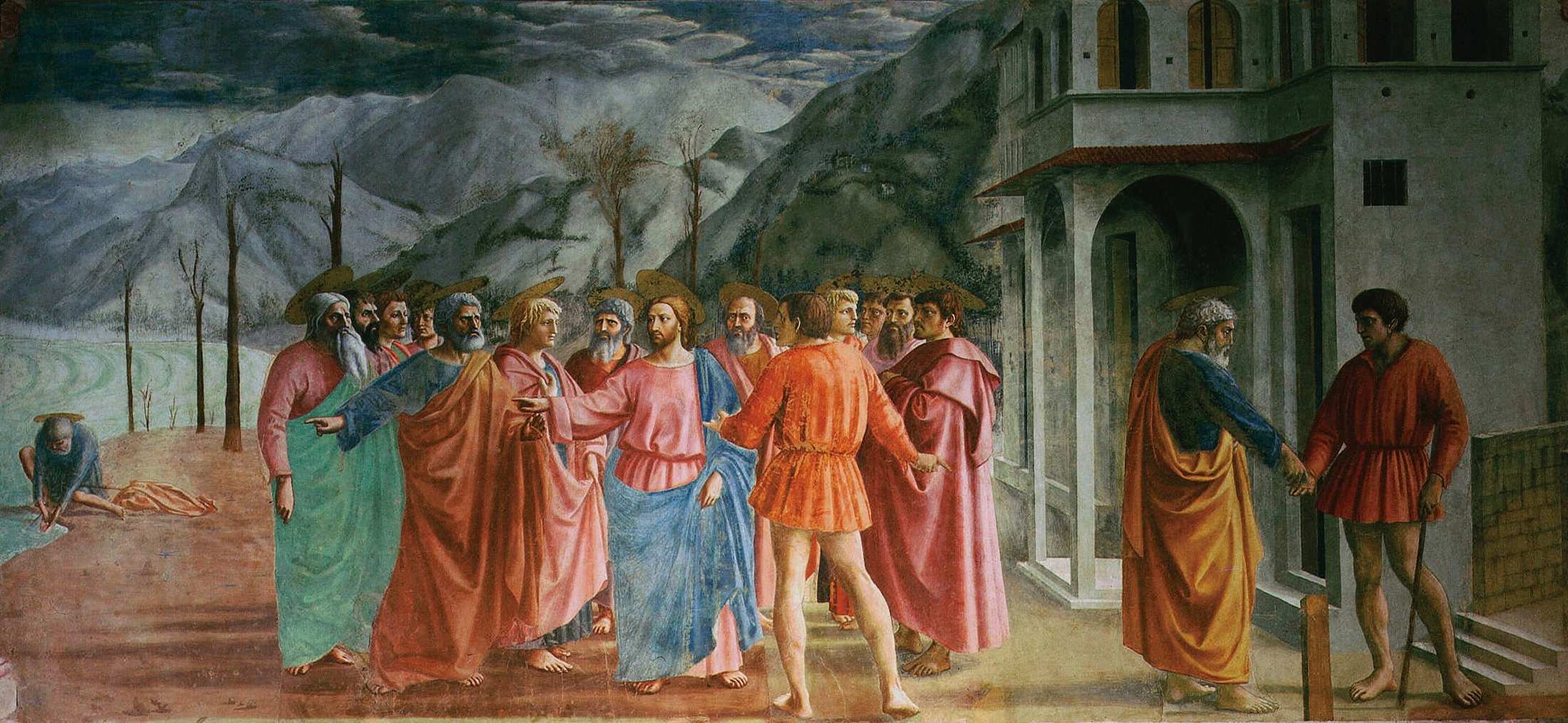
Фреска Мазаччо «Диво з динарієм»

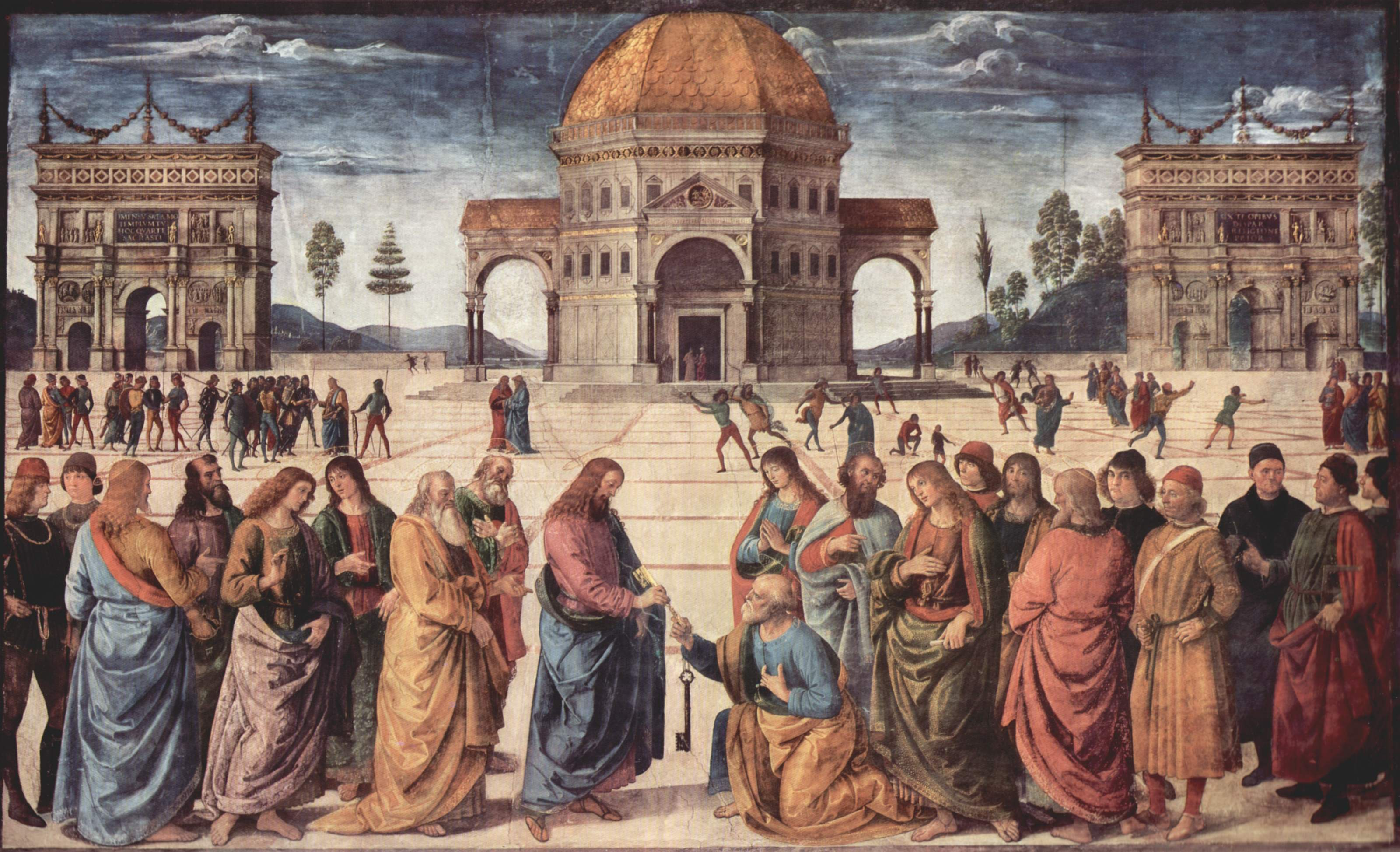
Перуджино, Сикстинська каплиця, «Христос передає ключі від раю Апостолу Петру»

На етапі раннього Відродження надзвичайного поширення отримав фресковий живопис. Більшість італійських художників цього періоду — саме фрескісти. Творчість деяких з них ми знаємо тільки завдяки фрескам. Реформи фрескового живопису, розпочаті Джотто, стають школою для поколінь італійських митців. Монастирі змагаються в запрошенні на роботи відомих художників. Фрески-шедеври вкривають як стіни старих, ще готичних споруд, так і нових і в провінціях, і в мистецьких центрах. Фресками прикрашали як церкви, так і палаци, церковні і домашні каплиці, суспільно значущі споруди, як фасади, так і інтер'єри. Сюжети — Старий Заповіт (Створення Адама), сцени життя Марії і страсті Христові (Благовіщення, Таємна вечеря, Поцілунок Юди, Розп'яття, Оплакування Христа), танок смерти чи її тріумф, алегорії (Алегорія мудрого правління), міфічні персонажі (Геракл, Сівілли), батальні сцени («Перемога імператора Костянтина над Максенцієм»), фіксація подій папського двору («Заснування Ватиканської бібліотеки папою Сикстом IV»), значущі події дрібних герцогських дворів тощо.
Серед найбільш значущих фрескових циклів:
- Мазаччо (Каплиця Бранкаччі, «Диво з динарієм», «Вигнання з раю Адама і Єви» 1426—1428 рр., Флоренція)
- Пінтуріккйо (фрески апартаментів Борджа, Ватикан)
- Паоло Учелло («Створення Адама» 1431 р., «Гріхопадіння», «Історія Ноя», кінець 1440-х рр.)
- Пізанелло («Св. Георгій звільняє доньку царя Трапезунду» 1430-ті рр., ц-ва Сант Анастазія, Верона)
- П'єро делла Франческа («Перемога імператора Костянтина над Максенцієм» 1452—1466 рр., ц-ва Сан Франческо, Ареццо)
- Фра Анджеліко (Каплиця папи Миколая V, Ватикан)
- Лука Сіньореллі (Страшний суд 1499 р., собор, Орв'єто)
- Майстер Тріумфу смерті, («Воскресіння Христове», критий цвинтар Кампосанто, Піза)
- Андреа дель Кастаньо (Вілла Пандольфіні, Ланьяйя, «Таємна вечеря», трапезна монастиря Сант Аполлонія, 1445-1450-ті рр., Флоренція)
- Беноццо Гоццолі («Поклоніння волхвів» 1459—1460 рр., каплиця палаццо Медичі-Рікарді)
- Філіппо Ліппі (вівтарна апсида 1452—1466 рр., собор в Прато)
- Алессо Бальдовінетті (Каплиця кардинала Португальського 1466—1473 рр., ц-ва Сан Мініато аль Монте, Флоренція)
- Андреа Мантенья («Шлях Св. Якова до місця страти» 1440-ві рр., ц-ва Еремітані, Падуя, Камера дельї Спозі 1465—1488 рр., палац Гонзага, Мантуя)
- Доменіко Гірляндайо («Народження Діви Марії», «Винищення немовлят за наказом царя Ірода»)
- Мелоццо да Форлі («Заснування Ватиканської бібліотеки папою Сикстом IV» 1477 р., Ватиканська пінакотека)
- Філіппіно Ліппі (каплиця Строцци, ц-ва Санта Марія Новелла, Флоренція)
- Сандро Боттічеллі (Сикстинська каплиця, сцени з життя Мойсея 1482 р.)
- П'єтро Перуджино (Сикстинська каплиця, «Христос передає ключі від раю Апостолу Петру»)
- Франческо дель Косса (фрески палаццо Скіфанойя, «Місяці року» 1465—1470 рр., Феррара)
- Браманте («Філософи Геракліт та Демокріт» бл. 1480 р., Пінакотека Брера)
- Леонардо да Вінчі (Таємна вечеря 1486—1490 рр., Мілан)

## Високе Відродження

Браманте, проєкт собору Св. Петра, 1-й варіант споруди.

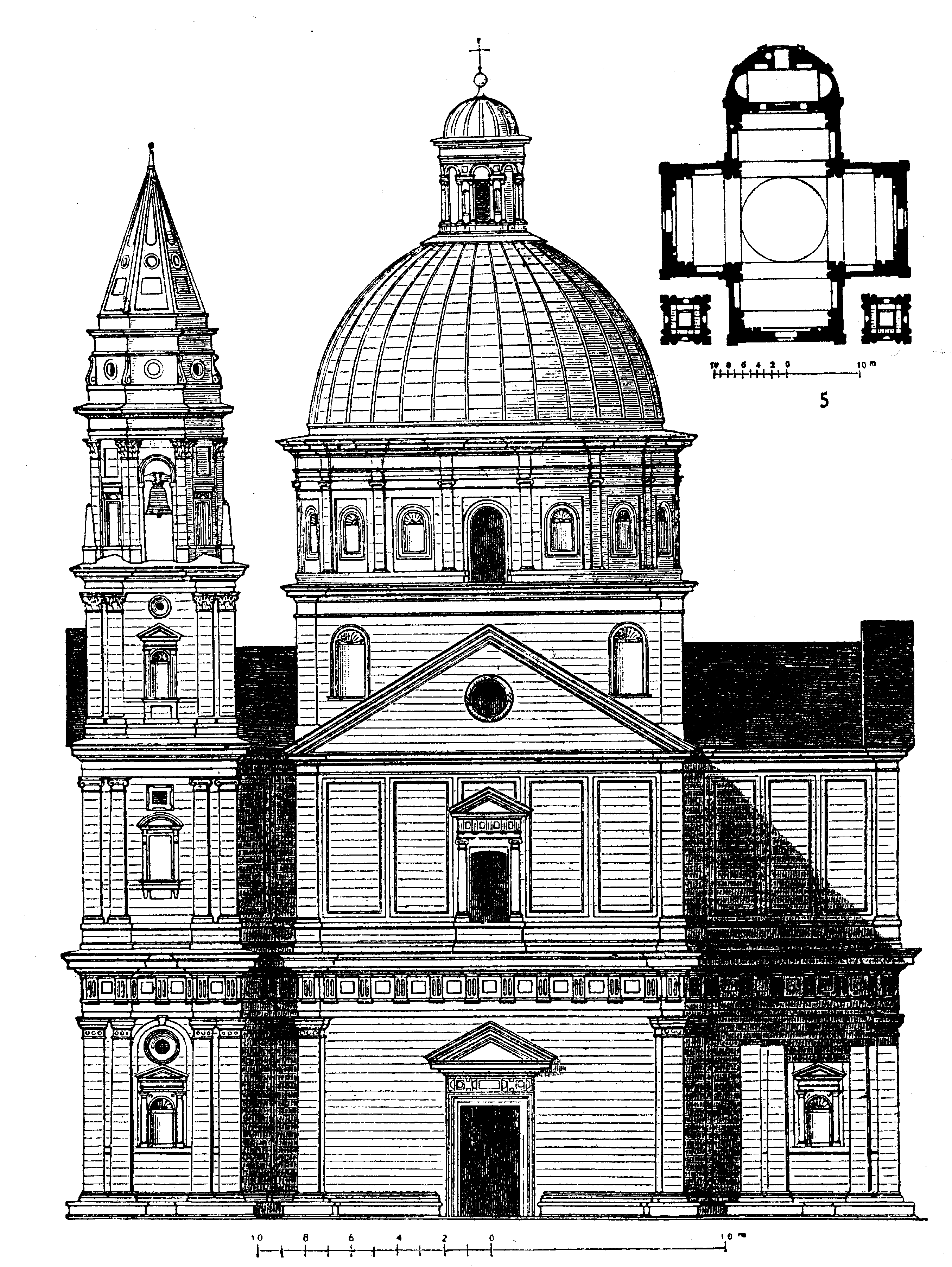
Церква Мадонна ді Сан Б'яджо, Монтепульчіано, поземний план і західний фасад.

Кінець XV століття і початок XVI століття в архітектурі Італії тісно пов'язані з творчістю Донато Браманте. Хронологічно період Високого Відродження був досить коротким. Різні дослідники (в залежності від радикальності оцінок) обмежують його у 15—30 років. Тобто, довгим — він не був, хоча його вплив на митців і мистецтво доби був велетенським.
Термін у 30 років (1490–1520) достовірніший, бо показує витоки досягнень Браманте і найкращі їхні зразки. Він отримав посаду головного архітектора папи римського Юлія ІІ і частково перетворив розрізнені, хаотичні, ще середньовічні за характером споруди Ватикану — у єдиний, художньо виразний ансамбль (двори Ватикану, галереї, бібліотека, театр просто неба, ренесансний сад з партерами — пізніше перебудовано усе, крім фасадів).
Після смерті Браманте у 1514 р. його стилістику в архітектурі вдало продовжували — Рафаель Санті, Антоніо да Сангалло Старший, Бальдассаре Перуцци. В стилістиці Високого Відродження створені і архітектурні начерки Леонардо да Вінчі (що не займався реальним будівництвом в цей час), і проєкти Мікеланджело, якого примусять займатися архітектурою вельможні замовники пізніше. Термін у 30 років — замалий для будівництва, бо техніка будівництва була ще досить примітивною. Навіть споруди Браманте в Ватикані (корпус бібліотеки) обвалилися і їх відновили у первісних формах пізніше. Споруди Високого Відродження були величні, монументальні, на диво гармонійні — тому за 30 років встигли вибудувати лише невелику їх кількість. Майже всі вони виникли у Мілані (поодинокі зразки) або в самому Римі чи навколо нього, серед них:
- інтер'єр, церква Санта Марія прессо Сан Сатіро, Мілан (Браманте)
- Фасади Іонічного дворику, церква Сант Амброджо, Мілан (Браманте)
- Палаццо Канчеллерія, Рим (бригада архітекторів)
- Темп'єтто, храмик-ротонда у дворику монастиря Сан П'єтро ін Монторіо, Рим (Браманте)
- Двір Бельведера, Ватикан, Рим (Браманте)
- перший проєкт собору Св. Петра, Рим (не здійснено, проєкт Браманте істотно перероблено і змінено)
- церква Санта Марія делла Консолаціоне, Тоді
- Церква Сан Б'яджо (Монтепульчіано) (Церква Мадонна ді Сан Б'яджо, арх. Антоніо да Сангалло старший)
- фасади трьох палаців, Рим (Рафаель Санті)
- палаццо Пандольфіні, Флоренція (проєкт, Рафаель Санті)
- вілла Мадама, (початок споруди, Рафаель Санті, покинута недобудованою)

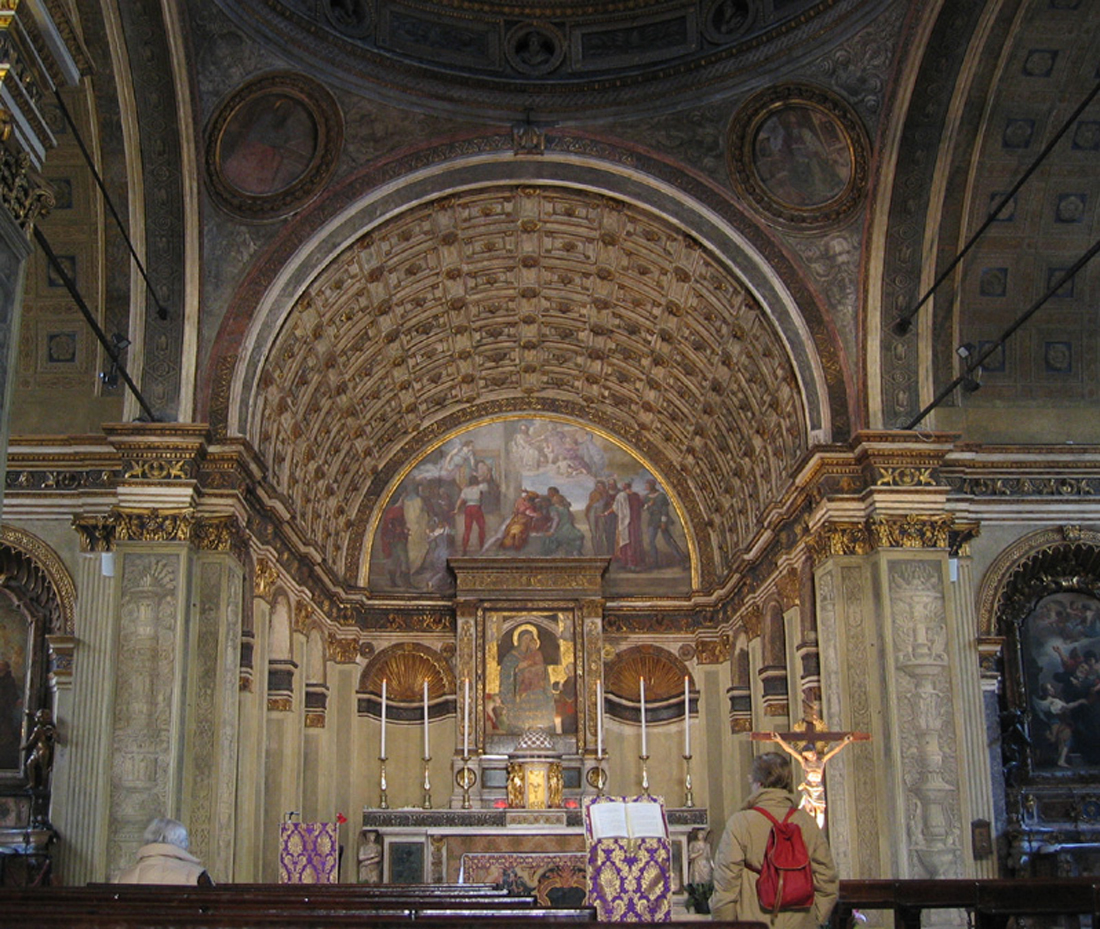
церква Санта Марія прессо Сан Сатіро, Мілан
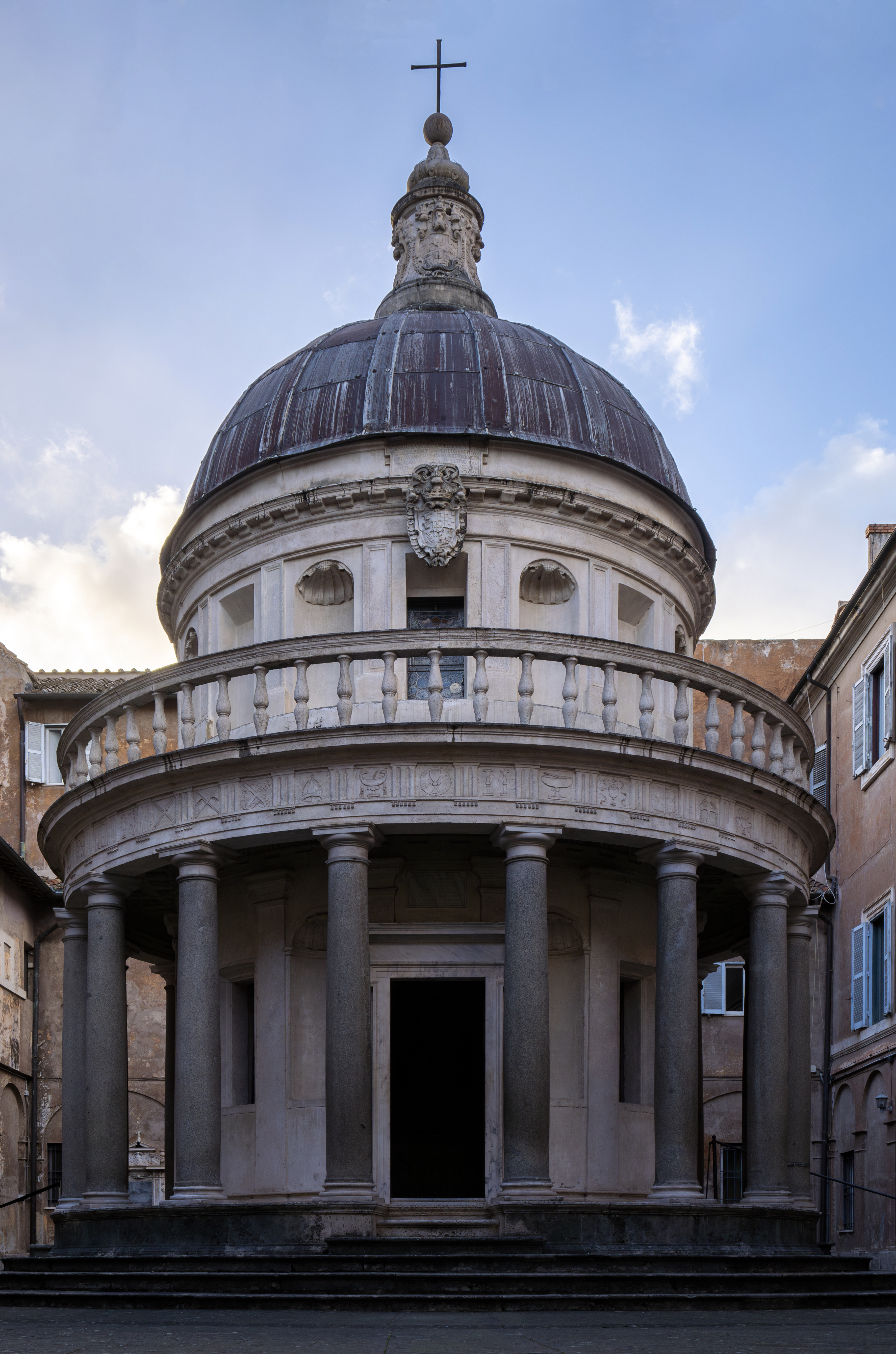
Темп'єтто, храмик-ротонда у дворику монастиря Сан П'єтро ін Монторіо, Рим
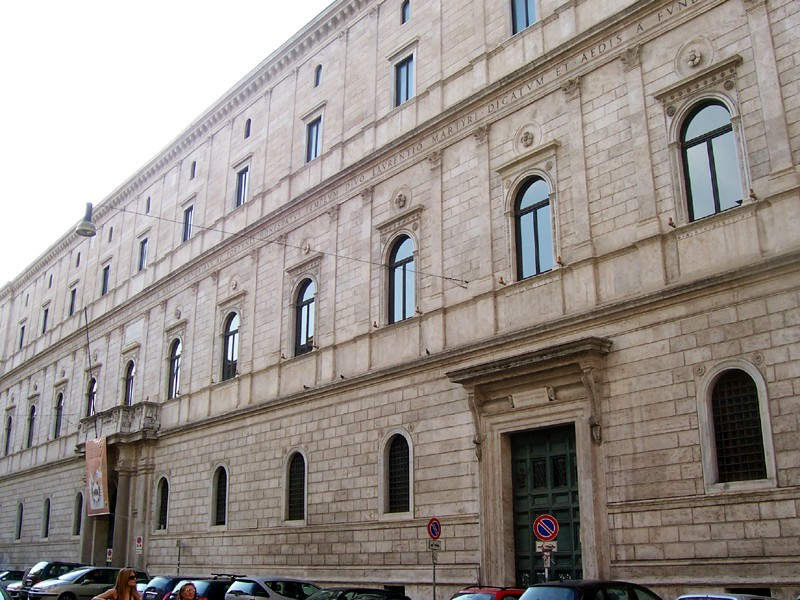
Палаццо Канчеллерія, Рим
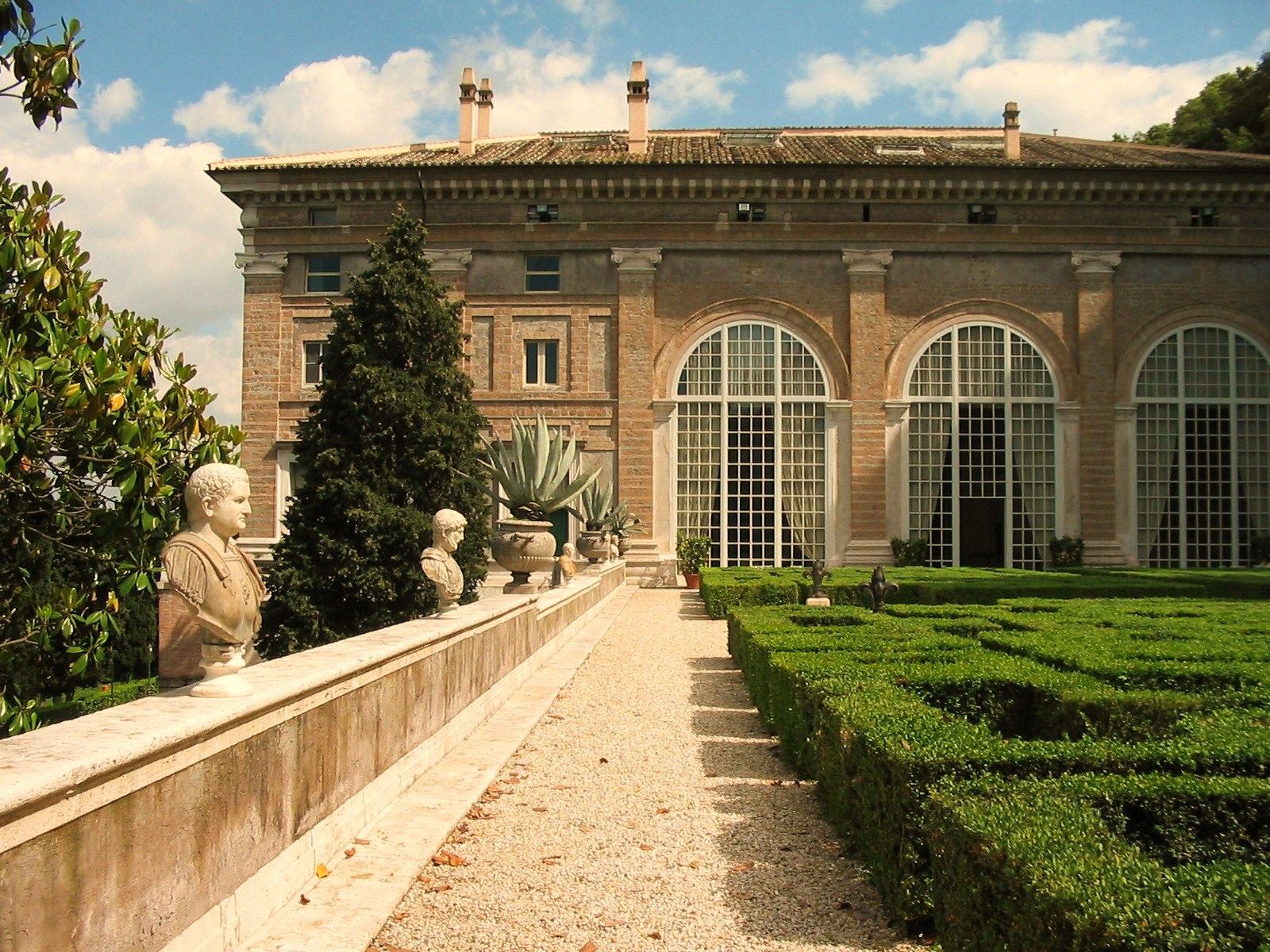
Вілла Мадама, Рим, покинута недобудованою

### Живопис в період 1490—1520рр.

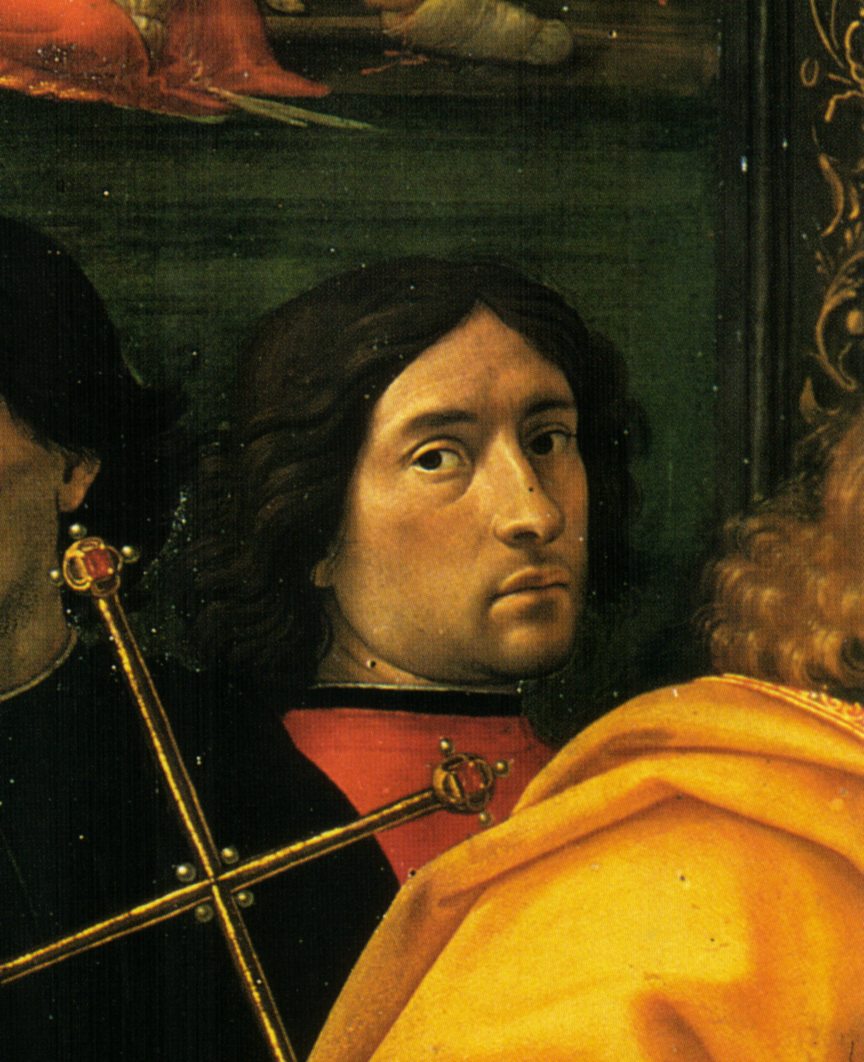
Пізній автопортрет Доменіко Гірляндайо, фреска, 1488 р.

В період 1490—1520 рр. живопис Італії переживає справжній розквіт і вищу фазу свого розвитку. Ще в повну силу працюють талановиті представники кватроченто — Доменіко Гірляндайо, Сандро Боттічеллі, Перуджино, Джованні Белліні. Але підросла і активно захоплює провідні позиції в мистецтві нахабна нова генерація митців, що мало рахується з живими авторитетами нещодавнього мистецького минулого. Їх значно менше, ніж майстрів XV століття (кватроченто за італійцями), але їх обдарованість і майстерність — майже недосяжні. Їх перелік не перевищує і 10 осіб, але всі вони — велетенські таланти, титани Відродження, серед яких —
- Леонардо да Вінчі
- Джорджоне
- Тіціан
- Рафаель
- Мікеланджело

Пізнє Відродження в Венеції додасть ще постаті Паоло Веронезе та Тінторетто.
Вже за життя цих майстрів їх твори стануть взірцями, а картини Леонардо да Вінчі, Мікеланджело, фрески Рафаеля в Ватикані, картини Джорджоне, портрети роботи Тиціана і Тінторетто стануть школою для поколінь художників як у самій Італії, так і далеко за її межами, якому б століттю чи мистецькому напрямку вони б не належали.

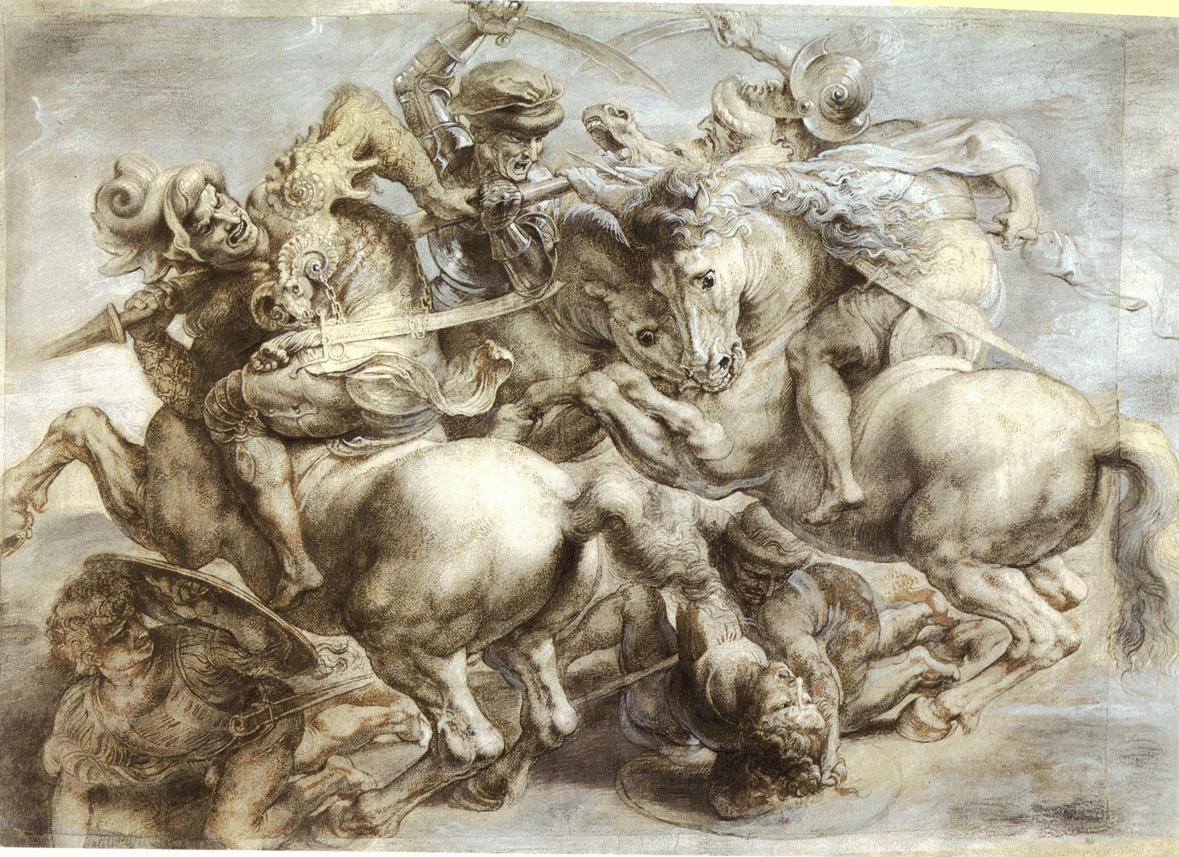
Битва при Ангіарі, копія твору Леонардо роботи Рубенса, Лувр, Париж.
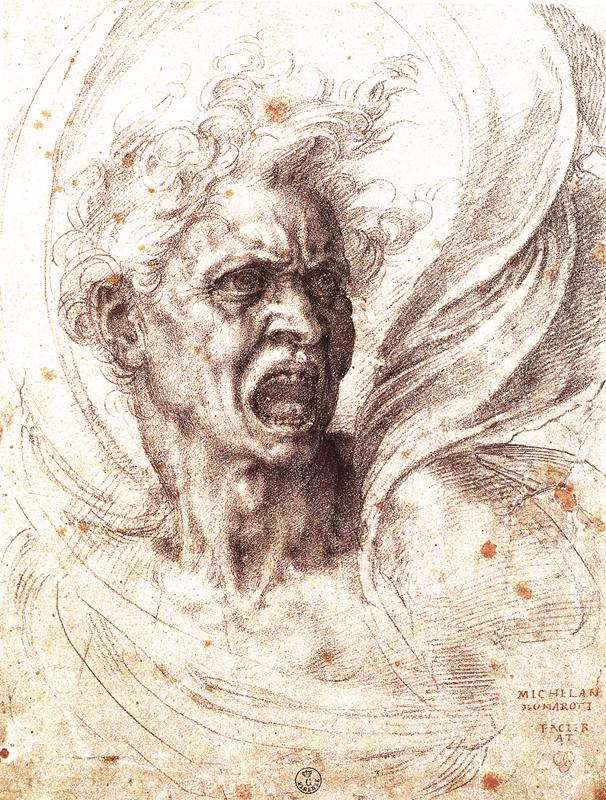
Мікеланджело Буонарроті, до фігури «проклята душа», бл. 1525 р., Уффіці, Флоренція
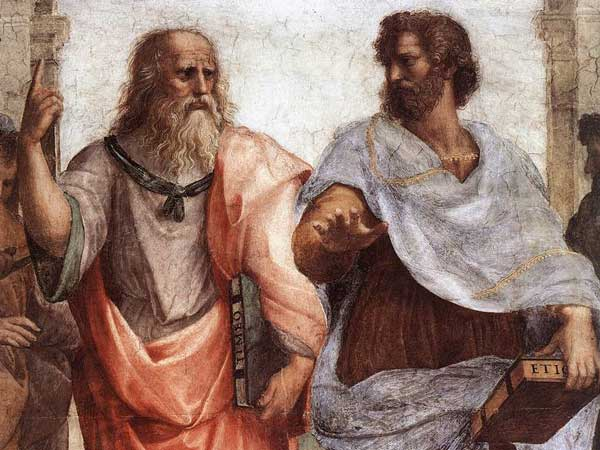
Рафаель Санті. Аристотель та Платон, фрагмент фрески в Ватикані.
Леонардо. «Мона Ліза».

## Вплив на культуру в Україні

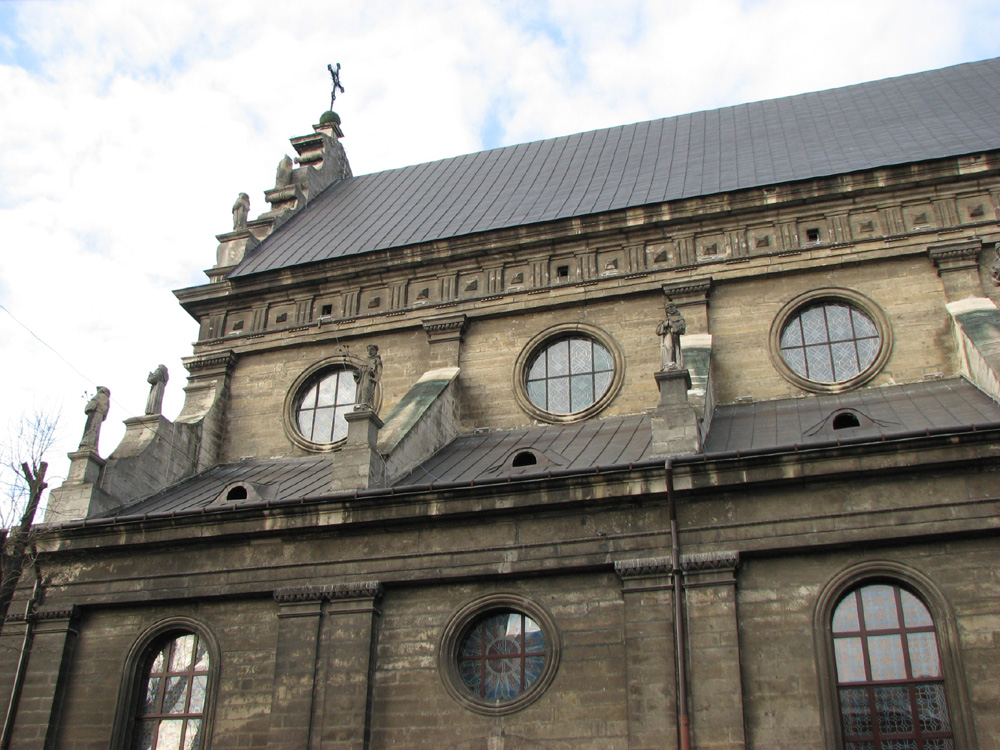
Костел і монастир бернардинів (Львів). Бічний, південний фасад у стилі Відродження

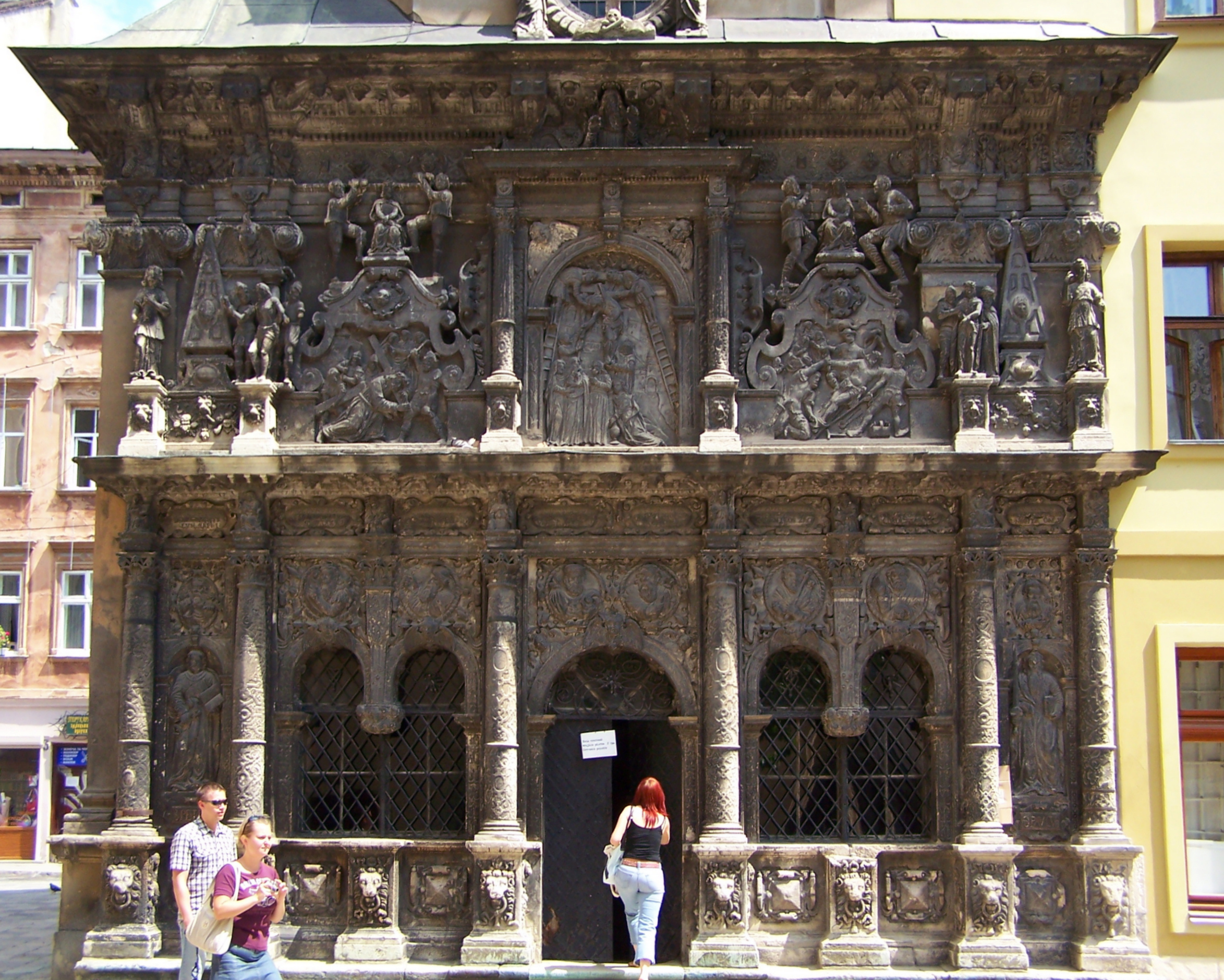
Каплиця Боїмів у Львові (1609—1615) — пам'ятка пізнього ренесансу в Україні

У мистецтві Ренесанс — назва стилю, що прийшов на зміну готиці, в Україні — на початку XVI — пол. XVII ст., за доби розвитку міст і зростання міщанського стану. Пам'ятки Ренесансу характерні насамперед для західної області України, зокрема для Львова, до якого приїздили кваліфіковані майстри з мистецьких центрів Італії (Петро Кастіліо, Петро Італієць, Петро Красовський, Павло Римлянин й ін.) і Німеччини (Йоганн Пфістер, Генріх Горст, Гануш Шольц та ін.). Елементи Ренесансу помітні в перебудові (у Кам'янці-Подільському, Меджибожі — 1545) і будові замків (Сенявських у Бережанах — 1534—1555, С. Конецпольського у Підгірцях та ін.). Свідоцтвом раннього Ренесансу є кам'яниця Орсетті в Ярославі (1570), синагога в Сатанові (1532) й ін. Львів після пожежі 1527, яка знищила будови візантійської і готичної доби, відбудувався у стилі Ренесансу: «Чорна кам'яниця» (1577), дім Корнякта (1580) в Ринку, ансамбль Братсько-Успенської церкви з каплицею Трьох Святителів і вежею, монастир-фортеця Бенедиктинок з лоджією (1595), синагога Золотої Рози (Ренесанс у поєднанні з готикою, 1582), каплиці Боїмів і Кампіянів — початок XVII ст., костел Бернардинів (Ренесанс з маньєризмом, 1600—1630). Зразком пізнього Ренесансу, що переходить у бароко, є Іллінська (Богданова) церква в Суботові (1653). Деякі елементи Ренесансу мали також перебудовані церкви старокняжої доби в Києві, Чернігові та ін. Поряд з мурованим будівництвом і з певною аналогією до нього розвинулося дерев'яне церковне будівництво (церква св. Духа в Потеличі, святого Юра і Воздвиженська в Дрогобичі, собор Благовіщення в Ковелі, Крехівський монастир й ін.). Прикладом містобудування доби Ренесансу за принципами регулярного плану можуть бути Жовква (будівничий А. Прихильний) і Броди (архітектор Дель'Аква, інженер Боплан).
У скульптурі Ренесанс дав спроби реалізму у лежачих або напівлежачих постатях на саркофагах (К. Рамултової у Дрогобичі, О. Ванька-Лагодовського в Уневі (1573), князя К. Острозького в Києві (1579), дітей Даниловичів у Жиравці (1580) та ін.), у рельєфах на кам'яних плитах і погруддях. Декоративна різьба почала розвиватися у Львові. Німецько-нідерландські й італійські каменярі-різьбарі застосували форми Ренесансу в оздобленні фасадів, обрамлень вікон і входів та інтер'єрів («Чорна кам'яниця»). Шедевром архітектурно-декоративного різьблення доби Ренесансу є портал каплиці Трьох Святителів. У добу Ренесансу збагатилася дерев'яна різьба — вівтарна й іконостасна (у церкві св. П'ятниць у Львові, св. Духа в Рогатині, у Молчанському і Спасо-Преображенському соборах у Путивлі й ін.). В іконах Ренесанс відбився тільки спорадично, але його сліди ще помітні на початку XVIII ст. (Богородчанський іконостас 1705). Зате Ренесанс спричинився до емансипації портрета (К. Корнякта, В. Лянґиш), а ще більше помітний у графіці й мініатюрі (Пересопницьке євангеліє — 1550—1561), а також у друкарстві.
У декоративно-ужитковому мистецтві впливи Ренесансу позначилися у декорі золотарських виробів — посуду, предметів церковного призначення (оправа євангелія так званого Горностаєвого — 1542), зброї (церемоніальний меч львівських війтів), ювелірних прикрас тощо. Також відомий стиль Ренесансу у мебльовому мистецтві, кераміці, гаптуванні й вишиванні шовком, у яких в орнаментиці мотиви візантійського трилисника замінено акантом, гранатом, лілеями, часто поряд місцевої флори.
Для доби Ренесансу як на заході, так і у слов'янських країнах, зокрема в Україні, характеристичний синкретизм — сполучення теоретичних думок з галузі філософії, теології, політики і конкретних наук з гарною літературною формою (поетичною або риторичною).
У літературі й науці, поруч з тенденцією відродити культуру античності (так, як її тоді розуміли), йшли намагання культивувати людську індивідуальність, що мусить бути звільнена від авторитетів традиції, переживати й думати незалежно від них. При сильних ще традиціях середньовіччя в XVI ст., знання латинської мови, яка в навчанні стала поруч із грецькою, спричинилося до знайомства з новою латинською літературою, яка головно завдяки діяльності гуманістів-чужинців (Конрад Цельтес, Каллімах та ін.) почала розповсюджуватися в Польщі й Литві та на західноукраїнських землях, у Львові, де якийсь час перебував Каллімах, прибулий з Константинополя. У Польщі видатними представниками Ренесансу XV—XVI ст. були учені і письменники українського роду: Лука із Русі, автор виданого у Кракові 1522 року підручника епістолографії, Павло Русин із Кросна (кін. XV — поч. XVI ст.), Станислав Оріховський (Оріховій Роксолян) з Оріхівців біля Перемишля (1513—1566), Шимон Шимонович зі Львова (1557—1629) та ін. В Україні засвідчене знайомство з поетикою Ренесансу, вплив граматичних творів розпочався на українських словниках і граматиках XVI ст., у творах українських письменників, а ще більше на початку XVII ст. зустрічаються згадки про авторів Ренесансу (Еразма Ротердамського, Джордано Бруно, Кардана та ін.). Латинськими працями користувалися й українські полемісти XVI ст., іноді згадки про авторів Ренесансу трапляються й у XVIII ст. (у Г. Сковороди). В Острозькій академії навчання включало знайомство з вченими Ренесансу. З красного письменства відомий український переклад однієї новели з «Декамерону» Боккаччо і новий переклад «Олександрії» та кілька дрібних опусів. Літературна творчість І. Вишенського стилістично була вже переходовим явищем до бароко.